# Robert Muldoon
Sir Robert Muldoon (ur. 25 września 1921 w Auckland, zm. 5 sierpnia 1992 tamże) – nowozelandzki polityk, w latach 1975–1984 premier Nowej Zelandii.

## Życiorys
Pochodził z niezamożnej rodziny zamieszkałej w największym nowozelandzkim mieście. Brał udział w II wojnie światowej, walcząc na południowym Pacyfiku i we Włoszech. Służąc w wojsku, uzyskał kwalifikacje księgowego. Pracował w tym zawodzie również już po demobilizacji i powrocie do kraju. W 1947 zapisał się do młodzieżówki Nowozelandzkiej Partii Narodowej i szybko stał się aktywnym działaczem tego ugrupowania.
Dwukrotnie (1954, 1957) brał udział w wyborach do Izby Reprezentantów kandydując w okręgach będących bastionami Partii Pracy. Za trzecim razem – w 1960 – partia wystawiła go w znacznie bezpieczniejszym dla siebie okręgu i wszedł do parlamentu. W 1963 został wiceministrem finansów w rządzie Keitha Holyoake'a. Gdy cztery lata później minister Harry Lake zmarł, Muldoon został awansowany na jego miejsce. W latach 60. w Partii Narodowej toczyła się gorąca wewnętrzna debata w sprawie stosunku do kary śmierci i prawa do aborcji. W obu tych kwestiach Muldoon zajmował stanowisko „przeciw”.
Po rezygnacji premiera Hollyoake'a w 1971, ubiegał się o schedę po nim w partii i gabinecie, ale przegrał z Jackiem Marshallem. W latach 1971–1972 był wicepremierem u jego boku. W 1972 narodowcy po przegranych wyborach przeszli do opozycji, a dwa lata później Marshall zrezygnował z przewodzenia im. Muldoon został wybrany na nowego przywódcę i objął zarazem stanowisko lidera opozycji. W 1975 poprowadził partię do wyborczego zwycięstwa pod hasłem „Nowa Zelandia – taka jakiej chcesz” i został premierem.

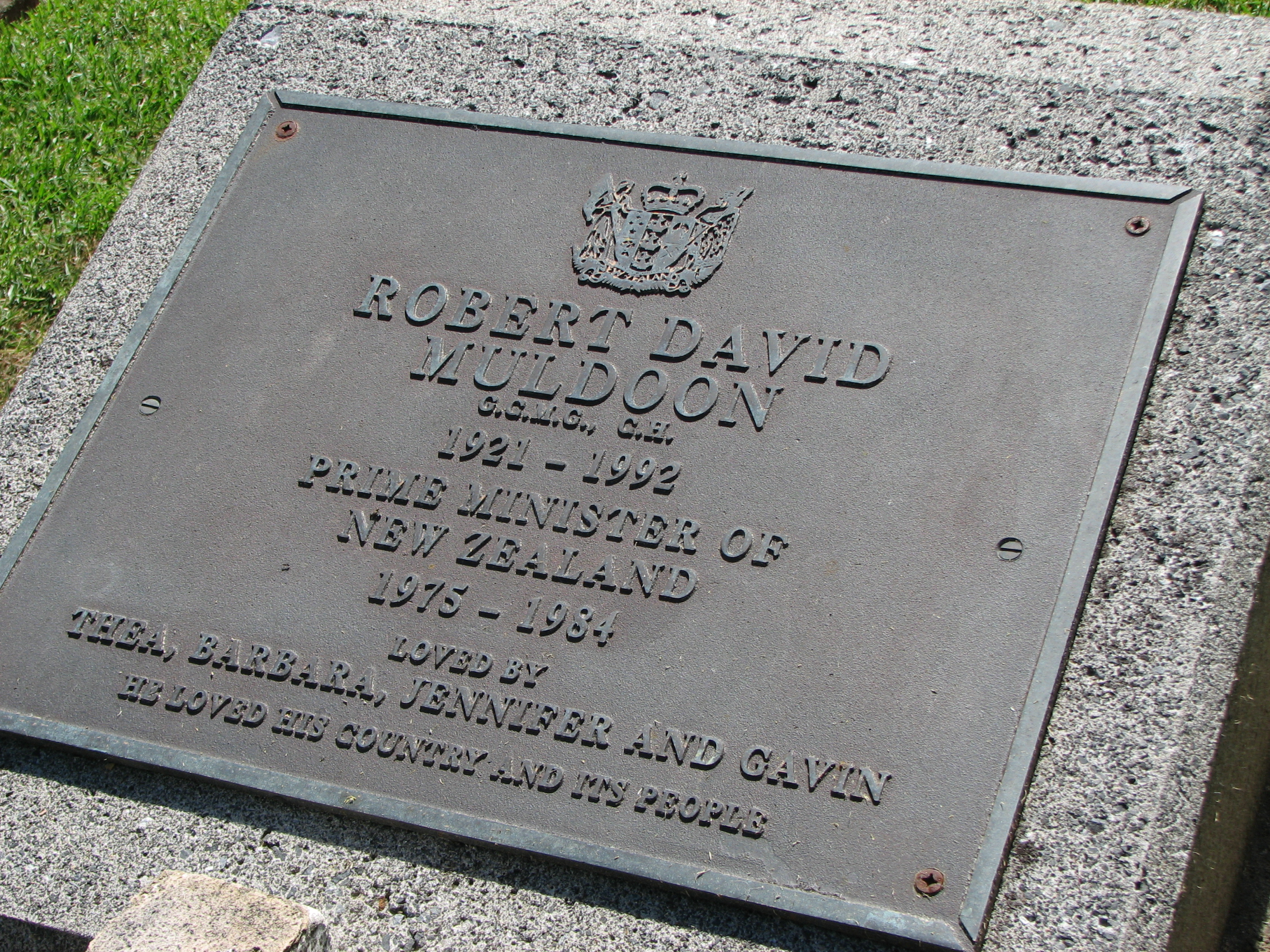
Płyta nagrobna Muldoona w Auckland – ostatni wers głosi: „Kochał swój kraj i jego naród”

Muldoon był wielkim zwolennikiem idei państwa opiekuńczego i starał się, aby Nowa Zelandia zachowała i rozwijała ten model. Nie było to łatwe, bo gospodarkę prześladowała wysoka inflacja oraz skutki kryzysu naftowego. Dodatkowym ciosem stało się przystąpienie Wielkiej Brytanii do EWG, co położyło kres preferencyjnemu dostępowi nowozelandzkich produktów do tego kluczowego rynku eksportowego. W polityce zagranicznej Nowa Zelandia pod jego rządami zdecydowanie poparła Londyn w wojnie o Falklandy. Jej wojska nie wzięły wprawdzie bezpośredniego udziału w walce, ale na rozkaz Muldoona nowozelandzka marynarka przejęła od Brytyjczyków część patroli na Oceanie Indyjskim, chcąc odciążyć brytyjską flotę i umożliwić skierowanie większych sił na wojnę. Muldoon był także inicjatorem tzw. bliższych stosunków gospodarczych z Australią, w ramach których w latach 1982–1990 dokonano stopniowej liberalizacji wymiany handlowej między oboma państwami.
W 1984 Partia Narodowa przegrała wybory. Muldoon wywołał wówczas kryzys konstytucyjny, kiedy złamał niepisaną zasadę, iż ustępujący premier, podejmując ważne decyzje w okresie między wyborami a zaprzysiężeniem nowego gabinetu, działa zgodnie z instrukcjami swego następcy. Kierownictwo zwycięskiej w wyborach Partii Pracy, powołując się na ten zwyczaj, poprosiło go o pilne zdewaluowanie dolara nowozelandzkiego, którego wysoki kurs zagrażał zdaniem wielu gospodarce. Muldoon początkowo odmówił – ustąpił dopiero pod naciskiem opinii publicznej i własnej partii.
Wkrótce po utracie władzy Muldoon musiał rozstać się także z funkcją lidera partii i odsunął się na boczny tor, choć aż do 1991 pozostawał członkiem parlamentu. Jego przejście na emeryturę zostało uczczone galą, podczas której nagrane wcześniej na wideo słowa uznania wygłosili Margaret Thatcher i Ronald Reagan. Zmarł niespełna rok później. Był kawalerem Orderu św. Michała i św. Jerzego oraz Orderu Kawalerów Honorowych.